# Jnytt
Jnytt är en webbtidning från Jönköping som ingår i Bonnier News Local. Jnytt startades våren 2006 av Krister Leimola, Daniel Bacelj, Magnus Roman och Tomas Magnusson. Under hösten samma år anställdes Gabriella Fäldt som tidningens chefredaktör. I oktober 2007 köptes företaget upp av Herenco AB, ägarna till Jönköpings-Posten. 2011 kom tidningen ut i pappersform.
Jnytt ingick i Hall Media. 